# مهلبی
مهلبی (مَهَلِپی) (یونانی: Μαχαλλεπί (Mahallepi),)، به نوعی کاستارد گفته می‌شود. یک نوع دسر است که ماده اصلی آن را شیر تشکیل می‌دهد. شیر با اضافه کردن پودر برنج یا پودر ذرت غلیظ شده و سپس روی آن با یک شیره شیرین پوشانده می‌شود.
این دسر از نظر ترکیبات به حریره بادام، شیر برنج و فرنی (شوتینه کردی) شباهت دارد که یک نوع خوراکی با خاستگاه شبه‌قارهٔ هند است.
در منابع عربی و ترکی از این دسر با عنوان خوراکی با مبدأ و منشأ ایرانی یاد شده است. مهلبی توسط یک آشپز ایرانی متعلق به امپراتوری ساسانی به غذاهای عرب راه یافت، وی آن را برای یک فرمانده عرب به نام المحلب بن ابی صفره سرو کرد. و از آنجا که وی بسیار آن را پسندید به این نام مشهور است. گفته می‌شود بلان مانژ فرانسوی از این دسر ایرانی الهام گرفته شده است. این دسر در قبرس، ترکیه و اسرائیل (مَلابی) نیز بسیار مشهور است. مهلبی اصیل ایرانی با آرد نشاسته، شیر، گلاب، زعفران و پسته تهیه می‌شود. گاهی برای شیرین کردن از شیره (شیره انگور، شیره سیب، شیره خرما) یا عسل استفاده می‌شود.
در همدان به این پی خوراک مَلابی گفته می‌شود که به‌نظر می‌رسد صورت عبری آن باشد، و در تهیه آن از شیره انگور و پودر بادام استفاده می‌شود. تهیه مهلبی در خوزستان نیز رواج دارد.
مهلبی در سوریه محلایه mahalayeh، در مصر mahalabia و در اسرائیل مَلابی گفته می‌شود.

## تغییرات
امروزه در بسیاری دستور پخت‌ها از آرد ذرت به‌جای نشاسته و آرد برنج استفاده می‌شود. گاهی از بهارنارنج، شکلات و شکلات سفید، وانیل و میوه هم استفاده می‌شود. گاهی از خامه برای تزیین مهلبی استفاده می‌شود. همچنین امکان دارد مهلبی از دو لای زعفرانی و ساده تهیه شود و برای شیرین کردن از شکر سفید یا قهوه‌ای استفاده شود.

## اطلاعات تغذیه ای
یک وعدهٔ غذایی مهلبی (تقریباً ۲۵۰ گرم)، بجز برنج و پسته دارای کربوهیدرات: ۴۳ و پروتئین: ۶ است.